# كارولين بولاتشيك
كارولين إليزابيث بولاتشيك  (مواليد 20 يونيو 1985) هي موسيقية ومغنية وكاتبة أغاني ومنتجة تسجيلات أمريكية. نشأت بولاتشيك في ولاية كونيتيكت، وشاركت في تأسيس فرقة البوب المستقلة Chairlift أثناء دراستها في جامعة كولورادو.
عملت بولاتشيك على نطاق واسع مع فنانين آخرين، حيث تعاونت مع Blood Orange وFischerspooner وSBTRKT وتشارلي إكس سي إكس، و ترافيس سكوت وSuperfruit.

## حياتها المبكرة
ولدت بولاتشيك في 20 يونيو 1985 في مانهاتن، نيويورك. انتقلت عائلتها إلى طوكيو ، اليابان، حيث عاشت بين سن عام وستة أعوام، واستقرت لاحقًا في غرينتش، كونيتيكت، حيث بدأت بولاتشيك في الغناء في الصف الثالث.

## الحياة الشخصية
تزوجت بولاتشيك من زميلها الفنان المعاصر إيان درينان من عام 2015 إلى عام 2018.

## البوماتها
- بانغ (2019)
- الرغبة، أريد ان اصبح انتِ (2023)

## روابط خارجية
- الموقع الرسمي
</img>
- مقابلة Google Talk (تديرها جولي جيلهارت) مع تيس جيبرسون وكارولين بولاتشيك وعليا رازا.